# Buhaiivka, Radîvîliv
Buhaiivka (în ucraineană Бугаївка) este localitatea de reședință a comunei Buhaiivka din raionul Radîvîliv, regiunea Rivne, Ucraina.

## Demografie
Componența lingvistică a localității Buhaiivka
     Ucraineană (97,92%)
     Rusă (1,92%)
     Alte limbi (0,08%)
Conform recensământului din 2001, majoritatea populației localității Buhaiivka era vorbitoare de ucraineană (97,92%), existând în minoritate și vorbitori de rusă (1,92%).